# Jeff Chabot
Julian Jeffrey Gaston Chabot dit Jeff Chabot, né le 12 février 1998 à Hanau en Allemagne, est un footballeur allemand. Il évolue au poste de défenseur central au VfB Stuttgart.

## Biographie

### Carrière en club
Le 12 août 2017, il fait ses débuts en Eredivise avec le Sparta Rotterdam, lors d'un match contre le VVV-Venlo
Le 23 mai 2019 est annoncé le transfert de Jeff Chabot à la Sampdoria, où il s'engage pour un contrat courant jusqu'en juin 2024
En septembre 2020, Jeff Chabot est prêté pour une saison au Spezia Calcio, tout juste promu en Serie A.
Le 25 mai 2024, Jeff Chabot s'engage avec le VfB Stuttgart jusqu'en 2028.

### Carrière en sélection
Bien que né en Allemagne, Chabot possède aussi la nationalité française grâce à ses ascendants. Lors des différentes sélections de jeunes, il choisit de représenter l'Allemagne.
Avec l'équipe d'Allemagne des moins de 19 ans, il inscrit un but lors d'un match amical contre la Tchéquie en novembre 2016 (défaite 1-2). Il participe ensuite au championnat d'Europe des moins de 19 ans en 2017. Lors de cette compétition, il joue deux matches, contre les Pays-Bas et la Bulgarie.
Avec les moins de 20 ans, il délivre une passe décisive contre la Suisse en octobre 2017 (victoire 2-1).

## Palmarès
VfB Stuttgart
- Coupe d'Allemagne (1) :
  - Vainqueur en 2025

## Vie privée
Jeff Chabot est le cousin du DJ à succès Etienne Fournier, aussi connu sous le nom de DJ Phoenix[réf. souhaitée].